# Manazzons
Manazzons (Manaçons in friulano), è una frazione del comune di Pinzano al Tagliamento.
Si trova sulle pendici di una collina boscosa, nelle vicinanze del monte Santo (407 m s.l.m.).

## Origini del nome
Manazzons ha origine incerta, ma sembra possa essere riconducibile a "mansus Azonis", trattandosi quindi di un podere il cui proprietario si chiamava Azzone (nome longobardo). Felice avanza invece tre possibili etimologie: la prima si ricondurrebbe ad un nucleo di famiglie costrette ad emigrare qui perché minacciate dai signori di Pinzano. Questa spiegazione si basa sull’assonanza, evidente in friulano, fra "minaças" (minacciati) e "Manaçons" (Manazzons). In friulano, "manaçons" significa letteralmente "grandi minacce". La seconda spiegazione si ricollega alla manna, una secrezione degli alberi che avrebbe dato il nome al luogo, passando dalla locuzione latina "zonae manae". La terza spiegazione vorrebbe che il paese fosse fondato da un guerriero longobardo chiamato Manasse.

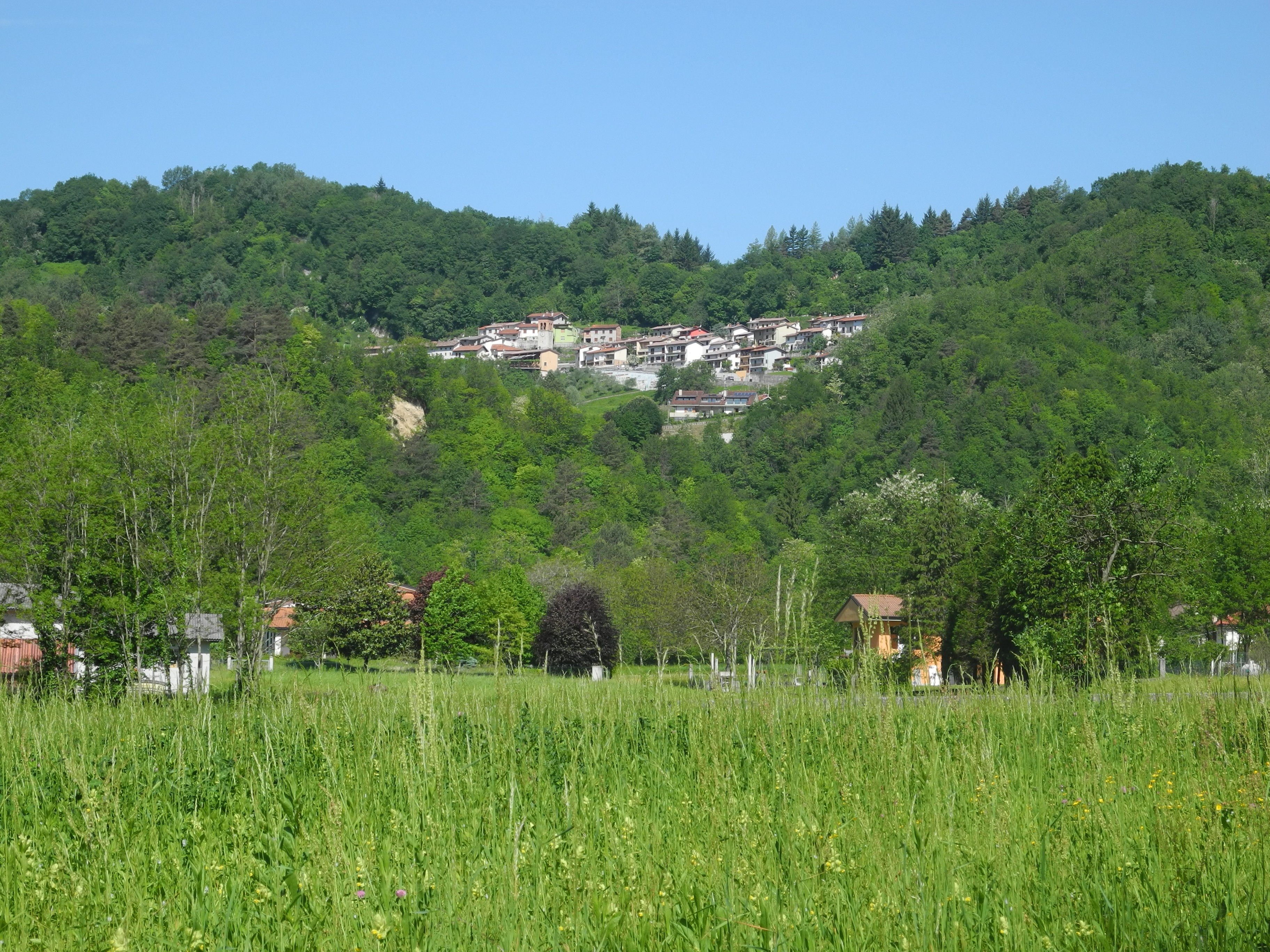
Manazzons da Pradaldon

Manazzons è posto presso il confine con i comuni di Forgaria nel Friuli (a est) e Vito d'Asio (a Nord). È circondato principalmente da boschi e qualche prato. Nelle vicinanze scorre il torrente Pontaiba.

## Turismo
Le principali attrattive della zona sono:
- Le cascate Butines sul torrente Pontaiba
- Il monte Santo e i suoi percorsi anche ciclabili

Sono inoltre presenti ristoranti e strutture ricettive.

### Feste e Sagre
Ad agosto si tiene la tradizionale vongolata, in collaborazione con i pescatori di Chioggia, organizzata dal Circolo Culturale di Manazzons. Lo stesso circolo organizza anche, nel periodo di luglio, il Mosquito Party presso la località Pointaiba.